# Björskogs landskommun
Björskogs landskommun var en tidigare kommun i Västmanlands län.

## Administrativ historik
Kommunen inrättades i Björskogs socken i Åkerbo härad i Västmanland när 1862 års kommunalförordningar trädde i kraft den 1 januari 1863.
Vid kommunreformen 1952 gick den upp i Kung Karls landskommun. Området tillhör sedan 1971 Kungsörs kommun.

## Politik

### Mandatfördelning i Björskogs landskommun 1938-1946
| 9 | 7 | 2 | 2 |

| 19 |

| 9 | 7 | 2 | 2 |

| 19 |

| 8 | 7 | 3 | 2 |

| 17 | 3 |